# ثوم كروي الرأس
الثوم كروي الرأس أو الكراث أو البصل البري (باللاتينية: Allium sphaerocephalon) نوع نباتي عشبي معمر يتبع جنس الثوم من الفصيلة الثومية. يصل ارتفاعه إلى 116 تقريبًا، أزهاره ورديه اللون وقطرها يتراوح ما بين 3 و6 سم.

## الاستخدام
يعد من النباتات الضرورية في حياة سكان المناطق التي يتكاثر فيها و يتناولونه بشكل مباشر، كما تجفف أزهاره وتطحن وتستخدم من ضمن التوابل في الطعام.

## الموئل والانتشار
النبات واطن في بلاد الشام ومصر والمغرب العربي وقبرص وتركيا ومعظم مناطق أوروبا.

## مرادفات للاسم العلمي
```
(
باللاتينية
: 
Porrum sphaerocephaluon (L.) Rchb.
)

(
باللاتينية
: 
Allium sphaerocephalon var. typicum Regel, des. inval.
)
```